# День оленевода
День оленевода — праздник коренных народов Севера в СССР и России.

## История и описание
День оленевода появился в 1950—1960-е годы вместе с множеством других профессиональных праздников. Он проводится весной, в марте или в апреле. Отмечается в Мурманской и Амурской областях, Ханты-Мансийском и Ямало-Ненецком автономных округах, на Таймыре, на Камчатке и в других регионах страны. В Мурманской области День оленевода проходит в рамках Праздника Севера.
В СССР День оленевода организовывали представители государства, для которого этот праздник был частью национальной и профессиональной политики: у каждого народа должен быть свой праздник, и у каждой профессии должен быть свой праздник. С 1990-х годов организаторами выступает не только государство, но и коммерческие компании по добыче нефти и газа. Праздник служит урегулированию отношений между коренными народами, с одной стороны, и государством и коммерческими компаниями, с другой.
В СССР праздник начинался с делового совещания, включал в себя выставки прикладного искусства, концерты, традиционные спортивные состязания: гонки на оленьих упряжках, стрельба, бросание аркана. В России сохраняются как выставки, так и спортивные состязания. Главным призом в гонках на оленьих упряжках является снегоход (в Якутии, на Таймыре, в ЯНАО).
В СССР праздник использовался для борьбы с «религиозными пережитками»: государство пыталось заменить традиционный культ оленя культом труда. В России происходит «инверсия этой замены»: например, на Таймыре в 1992 году было проведено ритуальное разделывание туши оленя, а на Ямале в 2009 году — жертвоприношение оленя.
Как отмечает этнограф М. Момзикова, День оленевода — «изобретённый праздник, который продолжает развиваться». Этнограф О. Степанова подчёркивает, что, зародившись во времена СССР, идея праздника оказалась успешной и поэтому перешла в следующую эпоху.